# قانون ساربنز-آکسلی ۲۰۰۲
قانون ساربنز-آکسلی ۲۰۰۲ که ۳۰ ژوئیه ۲۰۰۲ به امضای جورج دبلیو بوش، رئیس‌جمهور آمریکا رسید، در مجلس سنای آمریکا به نام قانون اصلاح حسابداری شرکت عام و محافظت از سرمایه‌گذار و در مجلس نمایندگان آمریکا به نام قانون حساب‌دهی و مسئولیت‌پذیری شرکتی و حسابرسی طرح و بررسی شده بود.

از آن جا که این قانون فدرال آمریکا در نتیجه پشتیبانی پُل ساربنز (سناتور دموکرات - از مریلند - مجلس سنای آمریکا) و مایکل جی. آکسلی (نماینده جمهوری‌خواه - از اوهایو - مجلس نمایندگان آمریکا) به تصویب رسید؛ پس از تصویب، به نام قانون ساربنز-آکسلی ۲۰۰۲ یا سارباکس یا ساکس شهرت یافت.

این قانون، استانداردهای جدید یا بهبودیافته‌ای را برای هیئت مدیره‌ها و مدیران شرکت‌های عام، و موسسات حسابداری عمومی آمریکا مقرر کرده‌است. طبق این قانون، مدیران ارشد شرکت‌های عام آمریکا مکلفند شخصاً درستی اطلاعات مالی شرکت را گواهی کنند. همچنین، جریمه‌های سنگین و جدی‌تری نیز برای فعالیت‌های مالی متقلبانه مقرر شده‌است. این قانون، استقلال حسابرسان مستقل - که درستی صورت‌های مالی شرکت‌ها را بررسی می‌کنند- و نقش نظارتی هیئت مدیره‌ها را افزایش داده‌است (به نقل از ویکی‌پدیای انگلیسی).

## فصل‌های قانون ساربنز-آکسلی ۲۰۰۲
قانون ساربنز-آکسلی ۲۰۰۲ از یازده فصل به شرح زیر تشکیل شده‌است (به نقل از ویکی‌پدیای انگلیسی). :
- فصل یک: هیئت نظارت بر حسابداری شرکتهای عام (پیکَبو) (متشکل از ۹ بخش)[پانویس ۶]
- فصل دو استقلال حسابرس (متشکل از ۹ بخش)[پانویس ۷]
- فصل سه: مسئولیت‌پذیری شرکتی (متشکل از ۸ بخش)[پانویس ۸]
- فصل چهار: افشاهای مالی بهبودیافته (متشکل از ۹ بخش)[پانویس ۹]
- فصل پنج: تحلیلگر تضاد منافع (متشکل از ۱ بخش)[پانویس ۱۰]
- فصل شش: منابع و اختیار کمیسیون (متشکل از ۴ بخش)[پانویس ۱۱]
- فصل هفت: مطالعات و گزارش‌ها (متشکل از ۵ بخش)[پانویس ۱۲]
- فصل هشت: حساب‌دهی تقلب شرکتی و مجرمانه (متشکل از ۷ بخش)[پانویس ۱۳]
- فصل نه: تقویت جریمه جرم یقه سفیدان (متشکل از ۶ بخش)[پانویس ۱۴]
- فصل ده: مالیات بر درآمد شرکتی (متشکل از ۱ بخش)[پانویس ۱۵]
- فصل یازده: حساب‌دهی تقلب شرکتی (متشکل از ۷ بخش)[پانویس ۱۶]

## نگارخانه

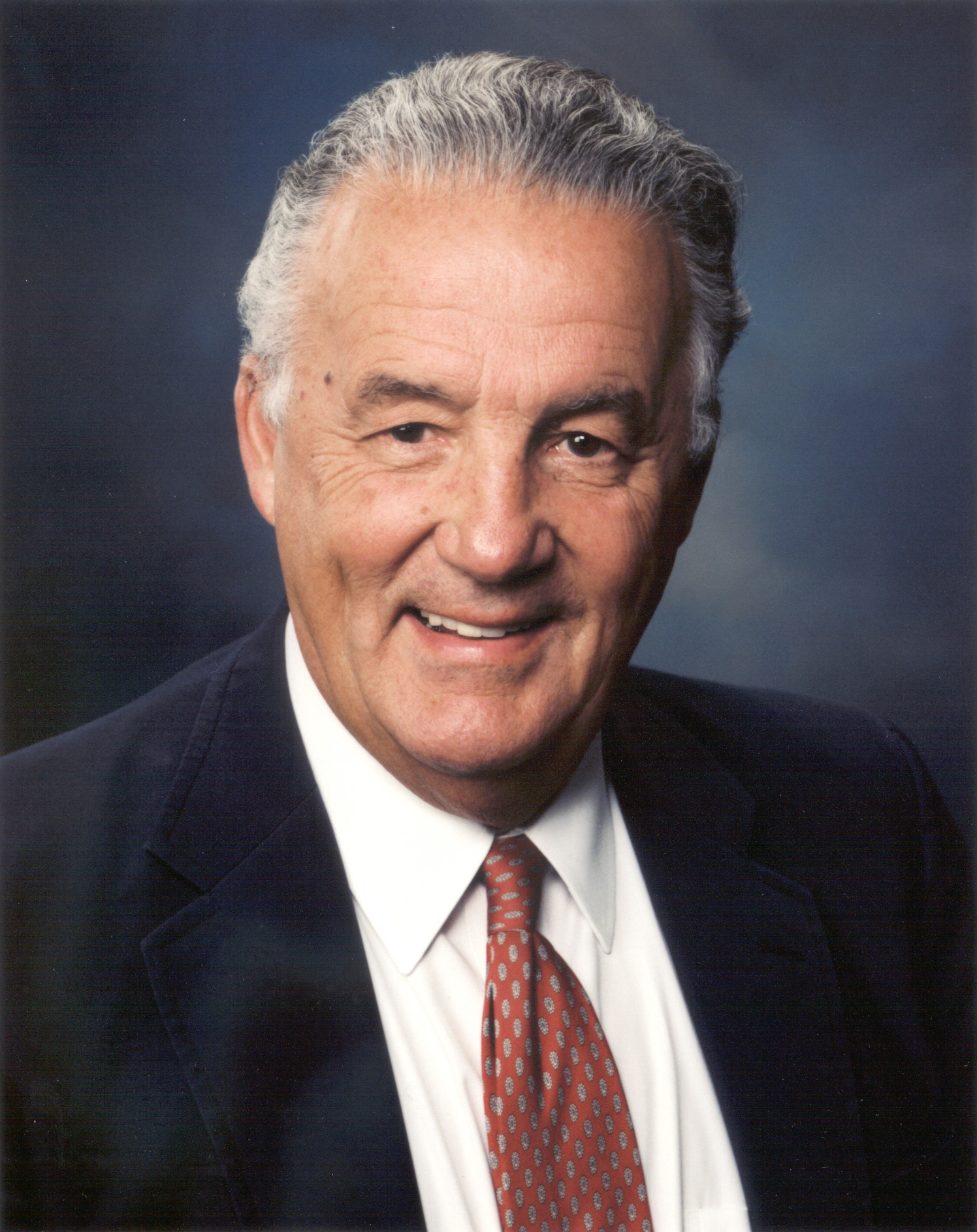
پُل ساربنز (سناتور دموکرات - از مریلند - مجلس سنای آمریکا) و، یکی از دو پشتیبانی‌کننده اصلی تصویب قانون ساربنز-آکسلی ۲۰۰۲
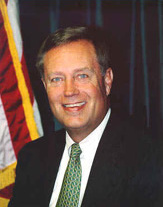
مایکل جی. آکسلی (نماینده جمهوری‌خواه - از اوهایو - مجلس نمایندگان آمریکا)، یکی از دو پشتیبانی‌کننده اصلی تصویب قانون ساربنز-آکسلی ۲۰۰۲